# Història d'Oriola
La història d'Oriola arriba fins a l'actualitat. Hi ha vestigis humans des de l'Eneolític (segona meitat del tercer mil·lenni a.C.), però el primer assentament va haver de produir-se durant el Solutrià (20.000 a. C.), encara que també ha passat per aquesta terra la cultura Argàrica, Bronze Final i Ferro Antic, on els pobladors d'aquesta última van fundar el poblat que està situat a Los Saladares. Aquest poblat va ser conquistat pels ibers.

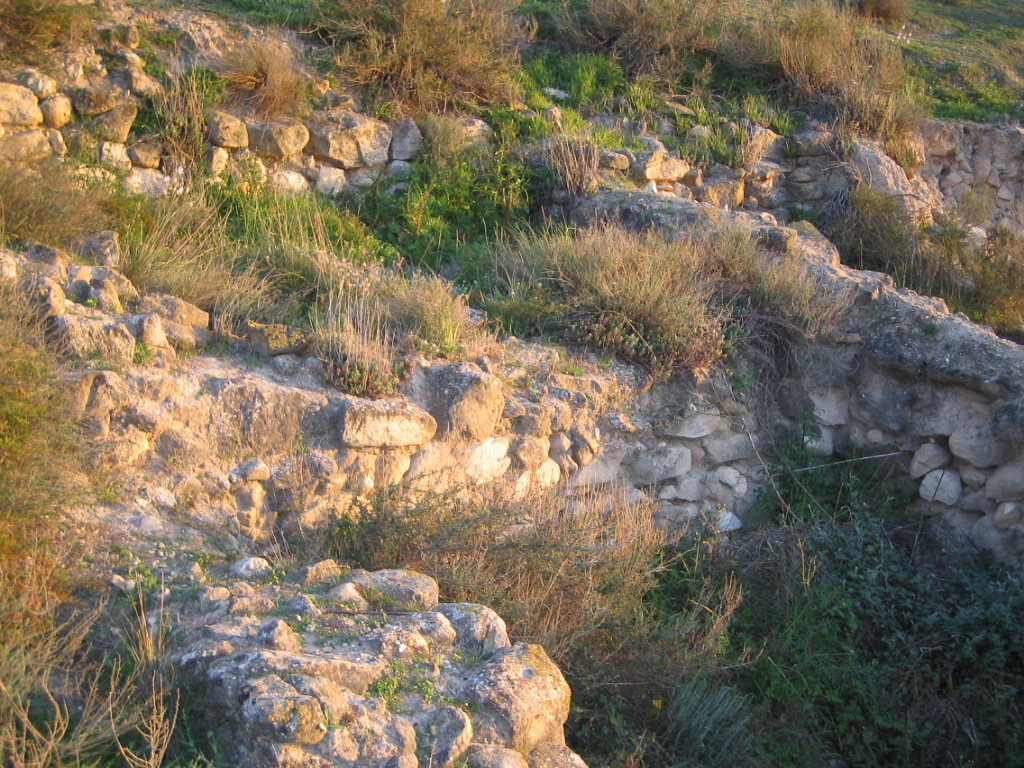
Jaciment de Los Saladares.

L'expansió de la "Cultura dels Millars" per aquesta comarca va passar d'una economia ramadera a una economia agrícola o mixta. La millora en les tècniques de fosa de metalls ens va arribar de la província d'Almeria uns 3500 anys enrere amb la denominada "Cultura del Argar", quan es va instaurar una societat jerarquitzada basada en una incipient especialització en el treball. A la necròpoli de Sant Antoni es van trobar enterraments en gerres i també en forma de túmul, aquestes últimes destinades a personatges importants. La lenta evolució reflectida en als jaciments de Los Saladares i de Sant Antoni ens introdueix de ple al món ibèric, on sorgeix ja un primitiu urbanisme en llocs dominants i s'utilitza la ceràmica de torn i decorada. La presència dels Celtes, que arriben a la busca de la sal de Guardamar, va quedar ràpidament diluïda entre la població ibèrica. Aquestes dues races donaran ací lloc al poble contestà. El primer contacte de la comarca del Baix Segura amb els grecs es produeix al segle VI a. C., els quals utilitzaven el riu Segura (anomenat Thader en aquesta època) com a via de penetració per al seu comerç. La presència dels fenicis és difícil de datar cronològicament; és possible que foren ells els que van ensenyar al nucli ibèric la utilització del torn i el forn de terrisseria.

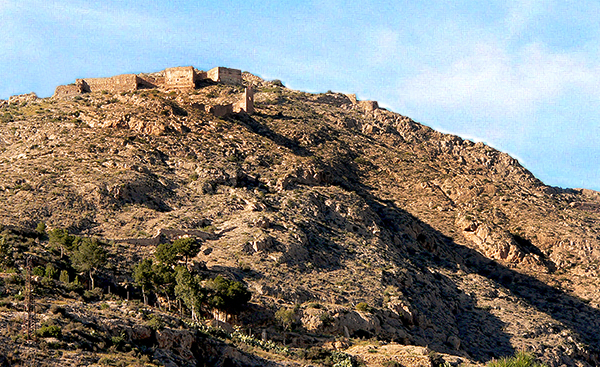
El castell d'Oriola, centre militar de la ciutat. És d'origen visigot.

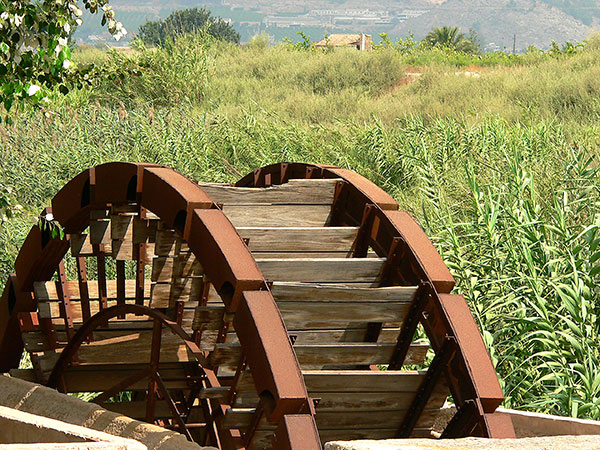
Sénia a Les Sénies (Desemparats), empremta de la cultura àrab.

Els Cartaginesos van canviar el tipus de comerç dels fenicis i grecs pel de dominació política, difonent a més l'ús de la moneda Àsdrubal en 223 a. C. Aquests van establir la primera fortificació en aquest meandre del Segura.
D'altra banda, l'emplaçament actual de la ciutat va ser fundat pels romans. Aquesta va ser anomenada Orcelis i va formar part de la Província Cartaginense, on van imposar-hi aquests la seua llengua (el llatí), cultura i cultius.

## Edat mitjana

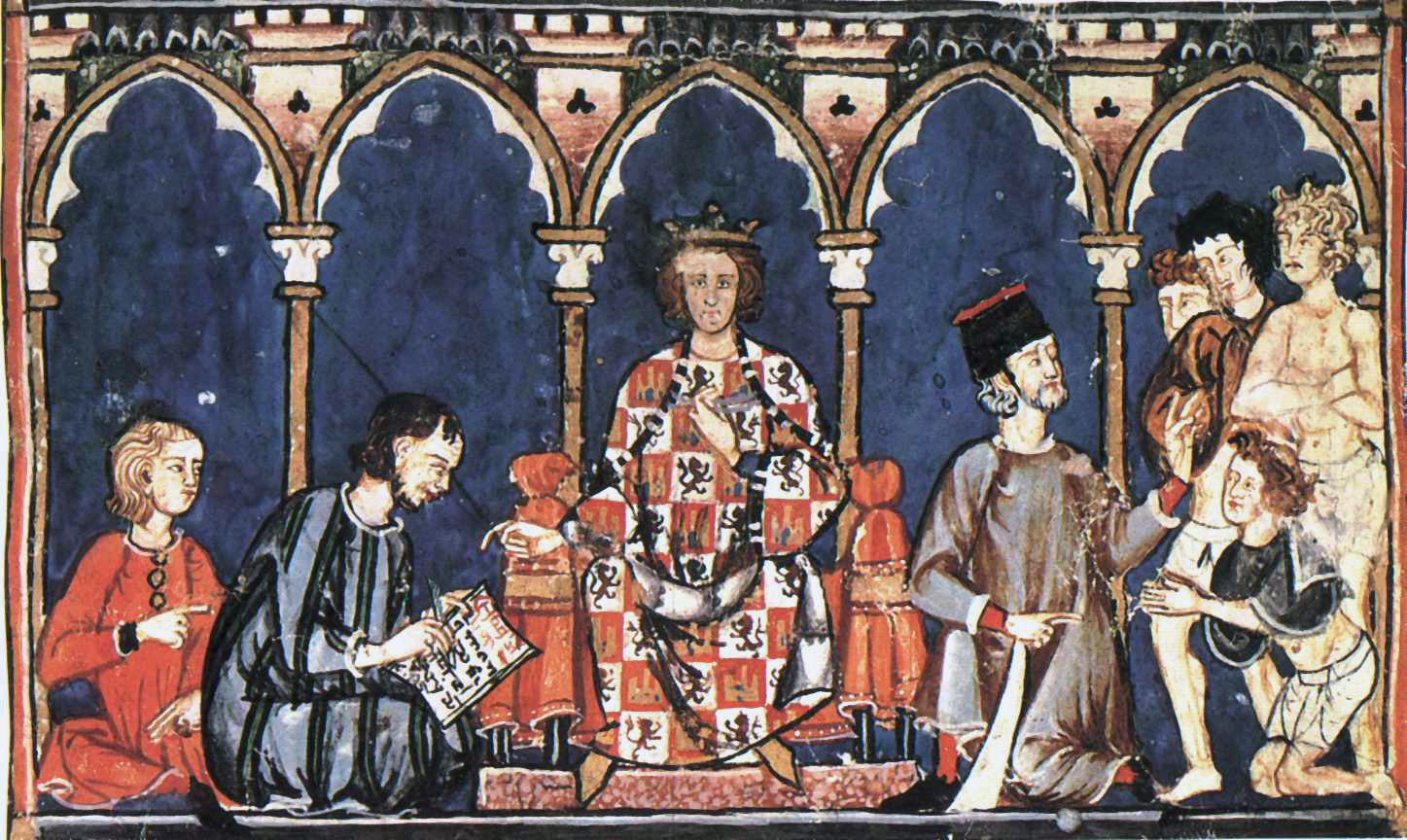
Alfons X el Savi i la seua Cort.

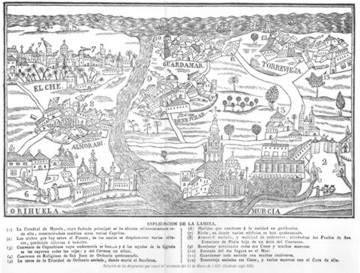
Gravat antic de la ciutat d'Oriola amb la seua comarca i ciutats veïnes.

L'Imperi Romà d'Orient va conquistar aquestes terres durant l'època de l'emperador Justinià. Els romans d'Orient oferien la mateixa religió (la cristiana, això va ser abans del Cisma d'Orient), una mateixa llengua (el llatí), l'esperit comercial romà d'Orient, el record de la glòria de Roma i el desig de reviure l'imperi, viu en els romans d'Orient, i el desig de servir a un emperador fort que assegure la pau d'una vegada per sempre, i no als reis germans que vivien batallant entre ells, cosa que feia la vida més insegura i evitava l'expansió comercial.

L'Escut d'Oriola medieval. Aquesta versió figura en l'entrada de la muralla de Sant Doménec.

L'any 625, els visigots, sota el comandament del rei Suíntila, van conquistar tota la zona romana d'Orient d'Hispània, la qual incloïa Orcelis. Els visigots van anomenar Orcelis com Auriola i van crear allí una nova província, la província de Auriola, una de les huit demarcacions visigodes d'Hispània, on van establr la capital.
Durant l'any 713, la conquesta musulmana a la península ibèrica estava molt avançada. El senyor d'Oriola, en aquells dies Teodomir o Tudmir (segons les fonts àrabs) va realitzar un tractat amb els musulmans anomenat Pacte de Tudmir pel qual el seu senyoriu, que comprenia a grans trets les actuals províncies d'Alacant i Múrcia, seguia mantenint una certa independència, però en 825, mort ja Teodomir, el regne passa a dependre de l'Emirat Omeia i deixa la capitalitat, que va ser portada a Múrcia fins que el Regne de Teodomir va passar a l'Emirat de Còrdova.
En 929, el Regne de Teodomir passa a anomenar-se Regne de Múrcia i en 1031, passa a ser una cora (província) del Califat de Còrdova, que sis anys més tard Uryula (nova denominació àrab) passaria a l'emirat de València. Des de l'any 1053 fins al 1212 va anar canviant de mans valencianes a murcianes i viceversa.
En aquesta època, Oriola va aconseguir un gran patrimoni com els banys termals, mesquites, muralles i als territoris de les actuals pedanies van construir sénies (com les del Segura als Desemparats) i nombroses séquies, de manera que van portar-hi nous cultius com la taronja i la llima.
L'infant Alfons, futur rei Alfons X el Savi, va conquistar Oriola per a la Corona de Castella a mitjan segle xiii (el 17 de juliol de 1243 segons molts historiadors i llegendes, i de 1242 segons molts altres), qui va dotar la ciutat d'un Fur Reial en 1265.
Posteriorment, Jaume II d'Aragó va conquistar la ciutat, igual que quasi tot el Regne de Múrcia, en 1296. Així, va passar al Regne de València, pertanyent a la Corona d'Aragó.
La meitat sud de la província d'Alacant, Oriola inclosa, va passar aleshores, i després de la signatura de la Sentència Arbitral de Torrellas (1304) a pertànyer al Regne de València, encara que amb un estatus jurídic particular, ja que va ser capital de la Governació d'Oriola i tenia dret de vot a les corts.
Com que era frontera amb la Corona de Castella, Oriola va guanyar prestigi i fama, i es va convertir així en la segona ciutat més important del Regne de València.
El domini cristià va portar a Oriola a la seua màxima esplendor i d'aquesta època és d'on provenen la majoria dels monuments, d'entre els quals destaquen la Catedral (construïda sobre les restes de l'antiga mesquita que va ser destruïda pels cristians), el palau episcopal, l'església de Santes Justa i Rufina, les fites del Reyno (en Desemparats, enviats a posar a la frontera amb Castella per Ferran el Catòlic), el convent i altres palaus i monestirs.
L'11 de setembre de 1437, va ser elevada a rang de Ciutat per Alfons V, qui va declarar nobles tots els seus habitants, presents i futurs.
Així mateix, aquest rei va pactar amb Eugeni IV la creació de la Diòcesi d'Oriola i va designar com a Bisbe un descendent dels Corella, Comtes de Cocentaina, qui mai va arribar a asseure's en la Càtedra Episcopal. No obstant això, el rei castellà va protestar davant el Concili de Basilea, Ferrara i Florència, qui va desautoritzar a la seua santedat i va suprimir la Diòcesi d'Oriola.
El març de 1488, els Reis Catòlics van convocar Corts de la Corona a l'Església de Sant Jaume amb la finalitat d'escometre l'última gran empresa de la Reconquesta, la conquesta de Granada. Actualment, una part de la Historiografia diu que aquestes corts es van celebrar a la Col·legiata del Salvador i Santa Maria (actual Catedral del Salvador des de 1510).

## Edat Moderna

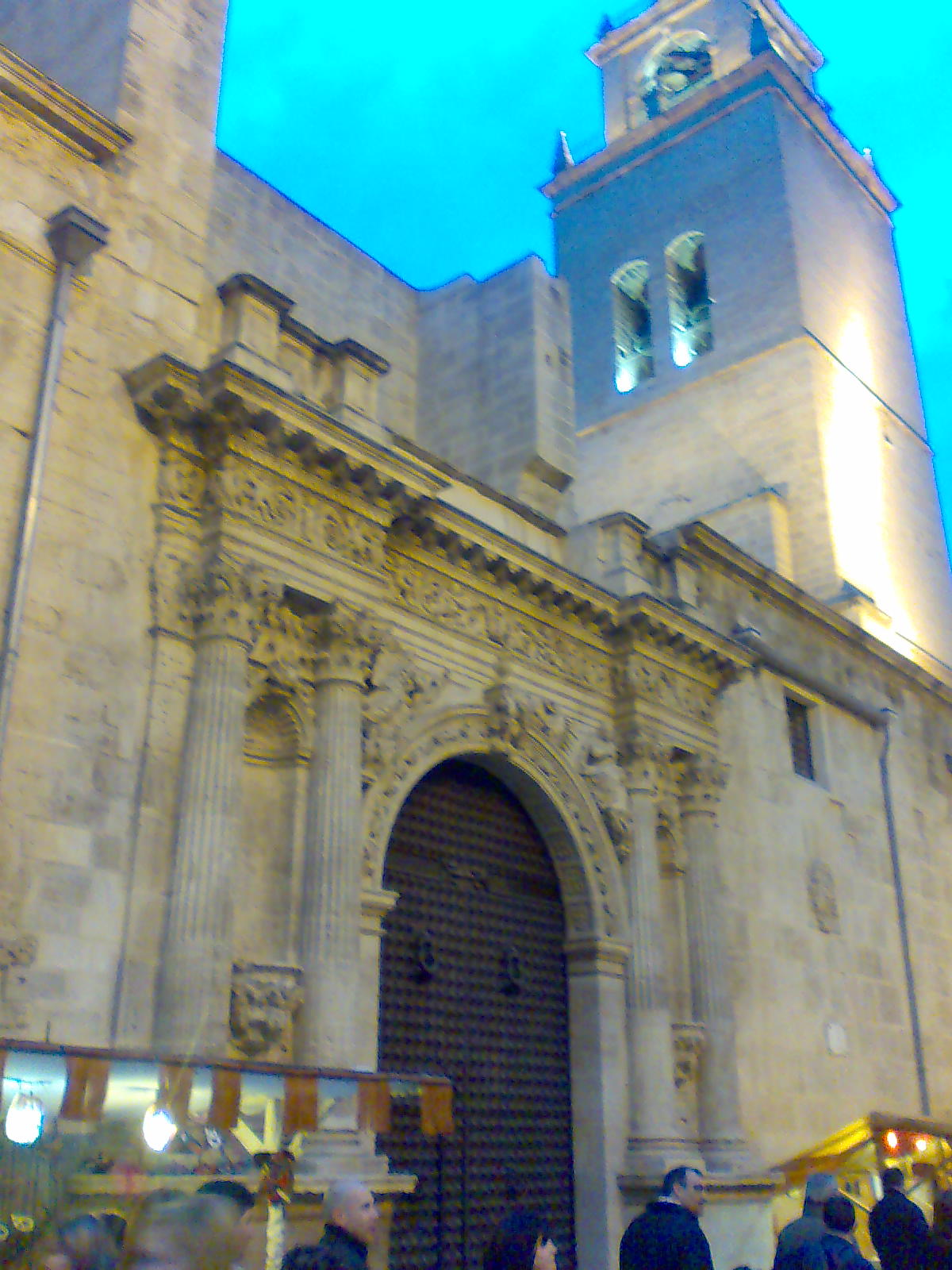
Catedral d'Oriola i la seua diòcesi.

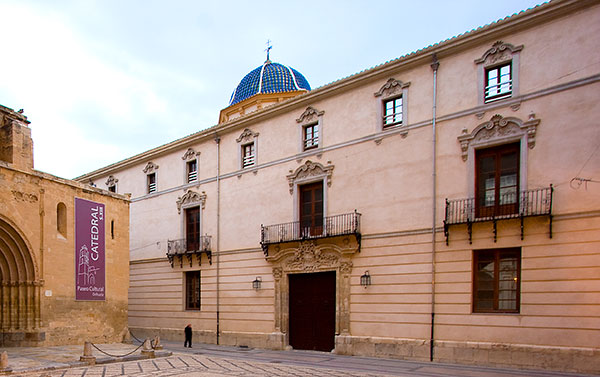
Palau Episcopal. Oriola.

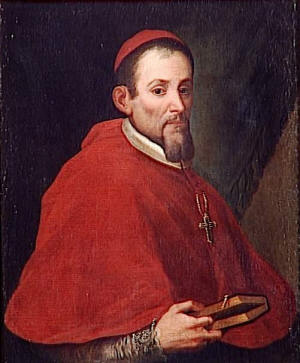
Cardenal Belluga.

En 1510, el papa Juli II va concedir a Oriola la Catedral. Així, la diòcesi de Cartagena va passar a tindre tres seus (Cartagena, la Catedral de Múrcia i la d'Oriola).
En la Guerra de les Germanies, la ciutat es va alçar en contra de la Política de Carles I. Aquest va ser un dels punts clau a causa de ser una de les ciutats més importants de la corona d'Aragó.
En 1518, els gremis dels oficis es van unir a la germania i acabdillats pel Notari Pedro Palomares, van contribuir a la derrota del Virrei de València i de la noblesa d'aquesta ciutat, i van expulsar la noblesa de la Governació d'Oriola. En 1521, el Virrei de València va decidir dividir l'exèrcit en dos per intentar reduir la capital del regne. Va enviar una part al nord i una altra a Oriola, on es va dirigir ell també per conquistar la ciutat. Allí es va unir amb l'exèrcit de Carles I que estava comandat pel Marqués dels Vélez. Tots dos units a altres nobles i cavallers oriolans, es van enfrontar en la Batalla de Bonança, en la qual els gremis van ser vençuts i penjats, amb l'esquarterament dels principals caps, i la ciutat va sofrir un important saqueig que va durar trenta dies. Amb la derrota de la principal ciutat del sud i la segona del regne de València, va quedar oberta la zona sud per a la conquesta de València, fet que va provocar posteriorment la caiguda d'altres ciutats sense amb pràcticament oposar resistència com Elx i Alacant fins a arribar a València.
Oriola continuava reforçant la seua capitalitat, ja que en l'àmbit eclesiàstic, l'any 1564, Oriola va obtenir la ja anhelada pels seus ciutadans Diòcesis d'Oriola, de manera que es va independitzar de la Diòcesi de Cartagena gràcies al rei Felip II i al papa Pius IV. A més, es va construir el Seminari en 1762, i en qüestió cultural, es va crear en 1610 la Universitat d'Oriola, regentada pels dominics i que estaria en funcionament fins a 1807.
En la dècada de 1570, el rei Felip II va concedir la segregació del poble de Callosa d'Oriola que va canviar el seu nom pel de Callosa de Segura.
No obstant això, el seu pes relatiu pel que fa a altres zones de la província va ser gradualment decreixent des de mitjan segle xvi, en gran part causat per les pestes de 1648 i 1678 (on Oriola va ser repoblada parcialment per castellans i per aquest motiu ara es parla castellà i la seua denominació actual d'Orihuela) i la ruïna de l'agricultura comercial. La Batlia General passaria a instal·lar-se a la ciutat d'Alacant en 1647.
A la fi del segle xvii, el rei Carles II va concedir la segregació d'un dels ports d'Oriola, Guardamar del Segura, entrada natural de les mercaderies al municipi d'Oriola, la qual cosa li va suposar una important pèrdua. No obstant això, a principis del segle xviii es va produir un potent impuls colonitzador de la seua horta, amb el suport del cardenal Belluga i que es va traduir en una notable expansió econòmica i demogràfica.
En 1707, durant la Guerra de Successió Espanyola la Corona d'Aragó i el Marqués de Rafal, Governador d'Oriola, es van posar de part del candidat austriacista, qui va fer d'Oriola cabdal de la província Ultra Saxonam. En plena guerra, un llamp va caure al castell i va fer explotar el polvorí i, amb això, el castell, de manera que van morir tots els soldats de la guarnició allí existent.
Finalitzada la Guerra, el rei Felip V com a forma de ultratjar a la ciutat de València, va canviar la Capital del Regne a Oriola i va ordenar en ella la reunió de l'Audiència i dels síndics. L'aversió cap a la ciutat per part del cardenal Belluga de Múrcia, qui poc abans l'havia saquejada i bombardejada, va fer canviar el rei d'opinió amb la condició que si així no ho feia, abandonaria el Virregnat. Finalment, va ser retornada la capitalitat a València. Fou durant aquells anys quan es va anar consumant a Oriola el procés de substitució lingüística del valencià pel castellà, que és la llengua actual de la ciutat i de la comarca sencera, tret de la pedania de Barba-roja i del municipi de Guardamar del Segura.
Des d'aquesta època, la prosperitat d'Oriola va caure en picat. La pèrdua del seu castell, la independència en 1737 d'Alacant, Elx, Montfort, Xixona, la Vila Joiosa, Agost, Busot, Sant Joan d'Alacant i Mutxamel de la seua província i la consegüent formació de la d'Alacant, van ser les principals causes de la seua caiguda.
A la fi del segle xviii, per decret del rei Carles III es va segregar de la ciutat el municipi de Torrevella, fet que va suposar la pèrdua de les llacunes de la Mata i d'Oriola, donades pel rei Ferran el Catòlic amb el monopoli sobre la sal a la ciutat d'Oriola. Després de la segregació, se li va canviar el nom a la segona pel de llacuna de Torrevella.

## Edat Contemporània
Però els problemes no van acabar allí. En 1799, Oriola va perdre la seua província, que va passar a la d'Alacant, i durant la governació del rei francès Josep Bonaparte, dins de l'Organització territorial d'Espanya en prefectures, va passar al Departament del Riu Segura, amb capital a Múrcia i més tard, en 1822, a la província de Múrcia.

L'Escut d'Oriola utilitzat durant el període republicà.

El març de 1829, el terratrèmol de Torrevella va fer estralls a la població. Va afectar la majoria d'edificis i a les poques restes del castell que hi quedaven.
En 1833 pansa definitivament a la província d'Alacant.
La Primera Guerra Carlina (1833-1839), va tindre una àmplia repercussió a Oriola, especialment l'any 1837 quan el carlí Forcadell va entrar a la ciutat amb fortalesa enfront dels governamentals.
La desamortització va suposar un dur colp per a la ciutat i sobretot per a la jerarquia eclesiàstica en perdre múltiples possessions com els actuals municipis de Bigastre (pertanyent al Cabildo Catedral) i de Redovà (pertanyent a l'ordre de Predicadors), així com la pèrdua de nombrosos immobles que a poc a poc van ser comprats per la Catedral Oriolana (el convent dels Trinitaris, el convent dels Dominics, el convent dels Agustins, el convent dels mercedaris, etc.). En Sentència del Tribunal Suprem de la dècada de 1870 es va concedir a la diòcesi d'Oriola i a la de Lleó la possibilitat de reclamar les finques perdudes per la desamortització gràcies al Concordat de 1855, però aquesta reclamació mai no es va produir.

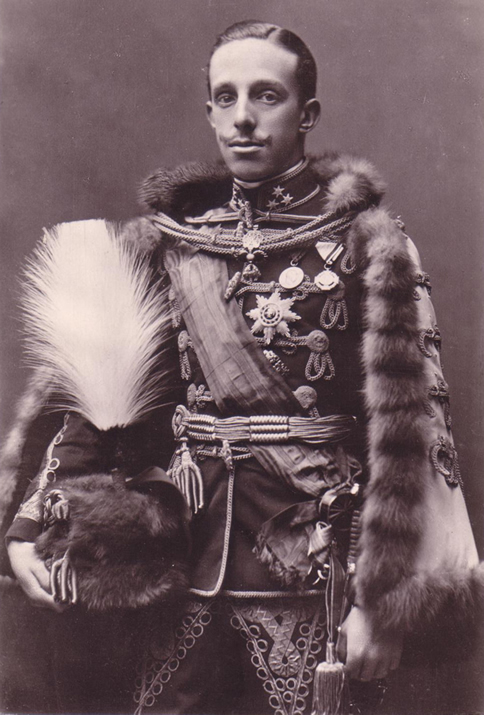
Alfons XIII d'Espanya.

Durant el breu capítol que va suposar la Primera República Espanyola de 1873, es va produir l'episodi de la presa de la ciutat pel cantonalista Antonio Gálvez al comandament d'un nombre desconegut de revolucionaris, que va derrotar el governador militar Ruiz Piñero, als ordres del qual només es trobaven 40 carabiners i 11 guàrdies civils, als carrers cèntrics de la ciutat durant la batalla d'Oriola el dia 30 d'agost. En vèncer la batalla els cantonalistes, es va crear el Cantó d'Oriola i es va destituir l'Ajuntament.
L'any 1884, va arribar el ferrocarril a la ciutat. A aquesta celebració tan important per als oriolans va vindre l'aleshores President del govern de l'època, el senyor Cánovas de Castillo. La celebració va tindre lloc al claustre de l'antiga universitat de Santo Doménec.
Oriola va arribar a la seua ruïna en 1879 durant la Riuada de Santa Teresa, que va causar 300 morts i nombroses pèrdues materials.
Incapaç durant els segles XIX i principis del XX, per les seues estructures socials, d'aconseguir una vertadera industrialització, el desenvolupament del regadiu iniciat en època musulmana va transformar l'estructura econòmica de la ciutat i de la seua comarca.
Durant l'últim segle, Oriola va començar a ressorgir de nou. La visita del rei Alfons XIII, Miguel Hernández i l'arribada de la democràcia van ser les principals causes d'aquest renaixement.